# Вольвач, Мария Степановна
Мари́я Степа́новна Во́львач (укр. Марі́я Степа́нівна Во́львач, псевдоним — Мару́ся Вольваче́вна (укр. Мару́ся Вольвачі́вна); 17 [29] марта 1841, село Черемушная, Валковский уезд, Харьковская губерния, Российская империя — около 1910) — украинская писательница, поэтесса и драматург, общественно-культурная деятельница. О ней известно немного. Первые стихи и пьесы составляла мысленно, потому что не умела читать и писать. Исследователи до сих пор не знают, что именно побудило её к литературному творчеству — совет историка Дмитрия Багалея, который распознал в девушке талант, редактировал и готовил к печати её стихи, или пророчество захожего монаха о том, что ей судилось стать писательницей. Её творчество высоко оценили также Борис Гринченко, Николай Сумцов и Иван Франко. Первые поэзии были напечатаны, когда женщине исполнилось 46 лет.

## Биография
Родилась Мария Вольвач 17 марта 1841 года в селе Черемушная, расположенном за 15 километров от центра уезда — городка Валки Харьковской губернии. Отец Степан был сельским писарем и происходил из благородного казацкого рода. Семья вскоре стала зажиточной после породнения с местным помещиком Дмитрием Кролевцывым. Как она потом будет вспоминать в мемуарах, однажды в их село приехали монахи-греки и зашли в дом зажиточного казака; один из них внимательно посмотрел на Марусю и между ними произошёл следующий диалог:

«Ты такой человек, который хочет всё на свете знать… тебя будут люди любить и уважать… Никогда не выйдешь замуж. На твоём пути будет больше горя, чем радости, и потом ты сделаешься писательницей». — «Врёте, я же ни читать, ни писать не умею!» — «А будет так!».
Оригинальный текст (укр.)«Ти така людина, котра хоче усе на світі знати… тебе будуть люди любити і поважати… Ніколи не вийдеш заміж. На твоєму шляху буде більше горя, ніж радощів, і потім ти зробишся писателькою». — «Брешете, я ж ні читати, ні писати не вмію!» — «А буде так!».

В 1841 году, когда Марии было 7 лет, умер отец. Старшие братья очень быстро потеряли отцовское наследство — большое хозяйство распродали. Марии, как самой младшей, да ещё и девушке, ничего из того богатства не досталось, и она в 14-летнем возрасте, без всяких средств к существованию и без образования отправилась в Харьков с целью научиться какому-нибудь ремеслу или получить образование.
В Харькове она познакомилась с неизвестным господином. Он наобещал очень много неопытной девушке, вывез её в Петербург, как свою горничную, разрушил все её планы. Что пообещал Марии господин — неизвестно, но одним из условий, которые выдвинула она, была возможность ходить в школу. Столица империи Вольвач не понравилась. Об этом она напишет в мемуарах, которые увидели свет под названием «На Вкраїні» (рус. «На Украине»):

Смотрю, что в Петербурге не так и сочельник празднуют, как у нас. Тут нет ни кути, ни узвара, ни пирогов, ни капусты с опятами, ни гороха, ни рыбы печёной… А как у нас в этот день, то каждая хозяйка готовит блюдо, которое вкуснее… в этот богатый радостный вечер собираются ужинать все вместе в большой дом к хозяину: работник безродный, батрак и батрачка.
Оригинальный текст (укр.)Дивлюся, що в Петербурзі не так і святий вечір справляють, як у нас. Тут нема ні куті, ні узвару, ні пирогів, ні капусти з опеньками, ні гороху, ні риби печеної… А як у нас у сей день, то кожна господарка готовить страву, яка є смачніша… у сей багатий радісний вечір збирається вечеряти всі докупи у велику хату до господаря: робітник безрідний, наймит і наймичка.

Свежесть и красота сельской девушки, яркая народная одежда и колоритный язык недолго были по нраву петербургским господам. Сначала она была любимой игрушкой и горничной, потом она вообще стала лишней в богатом доме. Об образовании речь уже не шла, но уроки этой «школы» Мария усвоила навсегда — горькая судьба женщины стала одной из ведущих тем её творчества.
После полугодового пребывания в Петербурге, где всё это время Мария батрачила, она возвратилась в родную Черемушную, к матери. С получением образования девушке не повезло, потому что у её матери не было средств, чтобы платить за него. И в 1856 году она снова приехала в Харьков, где обучилась на профессию портнихи, которая стала материальной базой всей её жизни. В это же время батрачила в Харькове и Валках. Не получив официального образования, Маруся Вольвачевна училась грамоты самостоятельно, много читала художественной литературы. Очевидно, еще в 1870-х годах, под влиянием народной песни и знакомства с художественной литературой, она пришла к литературной деятельности: пишет стихи, рассказы, а позже даже пьесы.
В это время она познакомилась с известным украинским историком Дмитрием Багалеем. Именно благодаря ему Мария Вольвач стала писательницей. Познакомившись с её произведениями, историк заметил в ней незаурядный литературный талант и способствовал его развитию. Прежде всего он немало сделал для усовершенствования её образовательного уровня, а также способствовал публикации первых произведений.
Маруся Вольвачевна поддерживала творческие связи и с другими харьковскими культурными деятелями — писателем Борисом Гринченко, украинским философом, профессором Харьковского университета Николаем Сумцовым, которому в 1902 году направила свою тетрадь с записями украинских народных песен. По свидетельству землячки О. Гайдук, которая лично знала писательницу, Мария Степановна обладала прекрасным голосом, с каким тоскливым тембром, поэтому песни в её мастерском исполнении производили на слушателей особое впечатление.
В конце 1890-х годов часто бывала в окрестных сёлах Харькова, где записывала народные песни, читала крестьянам свои произведения. В родной деревне Черемушной руководила тайным кружком, куда входила интеллигенция соседних сёл (члены кружка принимали участие в крестьянском восстании 1902 года). Тогда Вольвач напишет:

…Украина — моя жизнь, потому что я люблю сердцем и душой свою милую Украину, и горько мне смотреть на неё, что на год за годом теряет всё своё родное, что так сердцу мило.
Оригинальный текст (укр.)…Україна — моє життя, бо я кохаю серцем і душою свою любу Україну, і гірко мені дивитися на неї, що вона рік за роком утрачує усе своє рідне, що так серцю мило.

В своих воспоминаниях Мария Вольвач также писала, что умрёт не своей смертью — так ей нагадали. Но информации о том, как и когда умерла писательница, нет. По предположению исследователя её творчества — Ивана Лысенко — умерла писательница между 1905 и 1910 годами. Последние сведения датируются 1903 годом. Известно также, что последний раз писательница публиковалась в «Литературно-научном вестнике» в 1907 году. Могилы не было найдено. Не осталось и ни одного фото талантливого автора.

### Личная жизнь
О личной жизни писательницы известно очень мало. Она не была замужем, жила одинокой жизнью, лишь изредка посещала своего брата Андрея в Харькове.

## Творчество

### Становление таланта
Батрача, Мария Вольвач постепенно, своими силами добывала знания. Спустя некоторое время в уме начала сочинять стихи и держать их в памяти, потому что писать она не умела.
После знакомства с украинским историком профессором Дмитрием Багалеем — научилась у него письму. Профессор высоко оценил талант девушки, ввёл её в культурную среду Харькова, способствовал публикации первых произведений. В 1887 году, относительно поздно, Мария Вольвач дебютирует в харьковском альманахе «Складка». В 1892 году в харьковском альманахе «Tuck» было опубликовано две её поэзии «Думы» и «Колядка». В 1893 году мир увидели и юмористические рассказы «Говори женщине правду, но не всю» и «Сказка о тайных словах». Высокую оценку творчеству Вольвач дал Николай Сумцов, а Иван Франко напечатал в «Литературно-научном вестнике» НТШ (1899—1905) её поэзии и мемуары.
В 1893 году выходит первый сборник произведений Маруси Вольвачевны (творческий псевдоним поэтессы) — «Сказка о тайных словах». Ещё через три года, в 1896, в Харькове, — сборник поэзий и рассказов «Песни и разговоры Валковской крестьянки Маруси Вольвачевны».
Историков особенно интересуют её «Воспоминания украинской крестьянки», которые опубликовал Иван Франко в «Литературно-научном вестнике». Они ценны не только как материал к биографии писательницы, но и как детальное описание обычаев тогдашней Слобожанщины.

### Манера письма
На поэзию Вольвач очень повлияла украинская народная песня. Писала она лирические стихи, поэмы о горькой судьбе женщины-труженицы («Ответ казаку», «Работящий человек», «Маруся-бедняжка»). Также стараниями писательницы до наших дней сохранились уникальные аутентичные песни и колядки.
В произведениях Марии Вольвач много мотивов, образов, а также стилистических приёмов фольклорного характера («Доля», «Измена девушке» и другие). Лирика поэтессы близка к народнопесенной, имперсональная, временами юмористическая, с элементами бурлеска. Три драматических пьесы отображают социально-психологические настроения времён, когда жила Вольвач. После отмены крепостного права деревня — это поле борьбы разных нравоучений, и писательница им сочувствует: то в трагической, то в сатирической манере. Рассказы Вольвач — это народные повествования, бывальщины, пересыпанные остроумными выражениями, перлами народной мудрости. Забавные эпизоды народной жизни воспроизведены мелодично и мечтательно, но все они не отступают от правдивого, реалистичного изображения.
Поэзия и проза Марии Вольвач выпадает из общего контекста классической украинской литературы конца XIX — начала XX веков, отмечают критики. Это не обычное для тех времён творчество интеллигентного, рафинировано образованного человека, хорошо осведомлённого с мировым культурным наследием, а яркая народная поэзия, построенная на фольклорной основе. Вольвач относилась к чувствам и словам с осторожностью. В её произведениях, даже тех, которые она называла юмористическими, отсутствует грубость.  Она только тонко намекает на всем известные реалии, иронически описывая своих героев — грубых и необразованных, но искренних и добрых крестьян.
Самыми интересными в творчестве Маруси Вольвачевны исследователи называют драмы о несчастной любви «Охайнулась, да поздно», «На большом пути», «Есть раскаяние, но нет возврата».

#### Пьеса «Охайнулась, да поздно»
Пьеса «Охайнулась, да поздно» построена на конфликте верности и предательства. В ней рассказывается о отравлении молодого человека девушкой. Это очередная вариация на тему популярной украинской песни «Ой не ходи, Грицю», которую, по легенде, сочинила народная поэтесса времён Хмельнитчины Маруся Чурай. Этот сюжет неоднократно использовался украинскими поэтами, прозаиками и драматургами.
В пьесе Вольвачевны Галька, чтоб приворожить парня, совершает преступление. В несознательном состоянии, на грани помешательства она даёт Митру подсунуть другой жертвой парня — Марусей — яд, думая, что это чары. Узнав, что вместо того, чтобы привлечь парня к себе, она его отравила, Галька выпивает остатки зелья и умирает.

#### Пьеса «Есть раскаяние, но нет возврата»
Главный герой пьесы «Есть раскаяние, но нет возврата» Иосиф Супуха живёт бедно. Чтоб улучшить своё материальное положение, он совершает убийство. Однако писательницу интересует не само преступление, а то, что побудило к нему. Она глубоко анализирует мир преступника. Из-за страха перед бедностью, которая ждёт его семью, Иосиф решается ограбить купца Курбатого, который заехал к нему на постоялый двор. Он убивает торговца, заметает следы и становится богатым человеком. Но дальнейшая жизнь Иосифа — это постоянное раскаяние, которое изматывает его физически и морально: появляется тень купца и преступнику постоянно слышится его голос. В конце концов Иосиф умирает. Идея пьесы — моральный грех, беззаконие, по мнению Маруси Вольвачевны, не может оставаться безнаказанным.

#### Рассказ «Отцовская исповедь»
Криминальные мотивы роднят пьесу «Есть раскаяние, но нет возврата» с рассказом «Отцовская исповедь», в котором материальные лишения также чуть не стали причиной преступления. Старик Пётр Копотун рассказывает сыну старинную историю, которая уже много лет его беспокоит. Воспоминание приобретает форму исповеди. Рассказчик словно хочет очистить душу от грехов перед смертью. Когда-то Пётр, возвращаясь с ярмарки, встретил человека, который продал пару волов и торопился домой. Пётр надумал убить его и забрать деньги. Центральный конфликт рассказа — между злыми помышлениями и христианской моралью. Теперь Вольвачевну интересует человек, который, несмотря на обстоятельства, должен сделать моральный выбор между добром и злом.

#### Пьеса «На большом пути»
Криминальный сюжет лежит и в основе пьесы «На большом пути». Это история братьев Цыганенко — Игната, Матвея и Петра, которые занимаются грабежом и разбоем. В образе одного из главных персонажей, сельского судьи Вакулы, который, чтобы разбогатеть, помогает братьям нападать на чумаков, Вольвач концентрирует не только социальные, но и моральные недостатки чиновников. В конечном итоге, во время ссоры, Вакула и Игнат сами себя выдают. А Пётр, которого судья втянул в преступную деятельность, раскаивается и раздаёт своё имущество нуждающимся.

### Возрождение из небытия
Вернул имя Маруси Вольвачевны в литературу односельчанин писательницы, филолог Иван Максимович Лысенко. Он еще с детства слышал от земляков рассказы о Вольвач, которая часто приезжала в Черемушную и читала людям свои произведения. В архивах и библиотеках Лысенко искал стихи, пьесы, рассказы, фольклорные записи и переписки забытой писательницы, с которых упорядочил книгу. Назвал её — «Говори женщине правду, но не всю». Это первое полное издание художественных произведений, мемуаров и писем Маруси Вольвачевны. Существенная часть произведений до этого времени вообще не публиковалась. На издание лично Иван Лысенко потратил собственные 2 000 долларов. Книга вышла в Киеве в 2007 году в рамках проекта «Неизвестная Украина»: издание научно-популярной литературы, которая бы раскрывала для современников неизвестные страницы украинской истории, культуры, науки и техники. Презентация сборника Маруси Вольвачевны состоялась тоже в столице, в музее Ивана Гончара. Тогда Иван Лысенко сказал: 

Мне повезло родиться именно на Харьковщине, родине Маруси Вольвачевны. И то был бы большой грех — не собрать такое бесценное сокровище. Ещё школьником я услышал разговоры о странной женщине, которая поздно научилась грамоты, а впоследствии писала оригинальные произведения. Из пересказов местных жителей узнал, что родилась Маруся Вольвачевна, а настоящая фамилия — Вольвач, приблизительно в 1841 году в казацкой зажиточной семье. Говорят, дружила она с Борисом Гринченко, поддерживали её выдающиеся учёные того времени — историк Дмитрий Багалей и литературовед Николай Сумцов, переписывалась она с Иваном Франко.
Оригинальный текст (укр.)Мені пощастило народитися саме на Харківщині, батьківщині Марусі Вольвачівни. І то був би великий гріх — не зібрати такий безцінний скарб. Ще школярем я почув розмови про дивну жінку, яка пізно навчилася грамоти, а згодом писала оригінальні твори. З переказів місцевих жителів довідався, що народилася Маруся Вольвачівна, а справжнє прізвище — Вольвач, приблизно 1841 року у козацькій заможній родині. Кажуть, товаришувала вона з Борисом Грінченком, підтримували її видатні вчені того часу — історик Дмитро Багалій та літературознавець Микола Сумцов, листувалася вона з Іваном Франком.

«Екатерина Белокур в литературе», — сказал тогда о Вольвач писатель Вадим Пепа.
В Харьковском историческом архиве хранятся рукописи поэтессы: две пьесы, сборник лирики, поэма и другие произведения.

## Память
Маруся Вольвачевна принадлежит к малоизвестным украинским деятелям искусств. До сих пор ей не установлено ни одного памятника или мемориальной доски, не открыто музеев и усадьб.
По состоянию на 1 сентября 2008 года не было этого имени и в любых курсах или историях украинской литературы.